# ذيل طبقات الحنابلة
ذيل طبقات الحنابلة هو كتاب في تراجم علماء الحنابلة، ألفه الحافظ ابن رجب الحنبلي (736 هـ-795 هـ)، يعتبر الكتاب ذيل على كتاب طبقات فقهاء أصحاب الإمام أحمد المعروف بطبقات الحنابلة للقاضي أبي الحسين محمد بن القاضي ابن أبي يعلى، وابتدأ فيه ابن رجب بأصحاب القاضي ابن أبي يعلى، وجعل ترتيبه على الوفيات.
قال الحافظ ابن رجب في مقدمة ذيل طبقات الحنابلة:
| ذيل طبقات الحنابلة | هذا كتاب جمعته، وجعلته ذيلاً على كتاب طبقات فقهاء أصحاب الإمام أحمد للقاضي أبي الحسين محمد بن القاضي أبي يعلى رحمهم الله، وابتدأت فيه بأصحاب القاضي أبي يعلى. وجعلت ترتيبه على الوفيات. والله المسؤول أن ينفع به في الدنيا والآخرة بمنه وكرمه | ذيل طبقات الحنابلة |